# Whispering Pines, Arizona
Whispering Pines je naseljeno područje za statističke svrhe u američkoj saveznoj državi Arizona koje se nalazi na području okruga Gila. Prema popisu stanovništva iz 2010. u njemu je živjelo 148 stanovnika.
Whispering Pines nalazi se u bezvodnom kraju na površini od 0.43 četvorne milje.

## Stanovništvo
od 148 stanovnika 2010. godine bjelačku populaciju čine njih 141, uz njih na popisu su i jedan crnac, dvojicva Azijata, 7 Hispanoamerikanaca i dva Indijanca, a ostali su mješanci dviju ili više rasa.